# Centro Internacional de Pesquisa em Radioastronomia
O 'Centro Internacional de Pesquisa em Radioastronomia' (ou ICRAR) é um centro internacional de excelência em ciência e tecnologia astronômica, lançado em 2009 como uma joint venture entre a Universidade Curtin e a Universidade da Austrália Ocidental. ICRAR opera o maior radiotelescópio do mundo com um único disco.
Cientistas do ICRAR lançaram em 2019 um programa de cidadãos-cientistas, "AstroQuest", para ver como as galáxias mudam à medida que o Universo envelhece.